# Liste von Wegweisersäulen im Landkreis Zwickau
- Karte mit allen Koordinaten:
- OSM |
- WikiMap

Diese Aufzählung ist eine Teilliste der Liste von Wegweisersäulen in Sachsen.

## Landkreis Zwickau

### Bernsdorf
| Bild         | Bezeichnung         | Lage                               | Datierung       | Beschreibung | ID       |
| ------------ | ------------------- | ---------------------------------- | --------------- | --- | -------- |
| Bild gesucht | Wegestein Hermsdorf | Obere Hauptstraße 31 (bei) (Karte) | 19. Jahrhundert | Verkehrsgeschichtlich von Bedeutung. Stark verwitterter Wegestein (Inschriften unleserlich), mit zwei eingemeißelten Händen, welche die Richtung anzeigen. | 09303159 |

### Callenberg
| Bild         | Bezeichnung               | Lage                | Datierung | Beschreibung | ID       |
| ------------ | ------------------------- | ------------------- | --------- | --- | -------- |
| Bild gesucht | Wegestein Langenchursdorf | Goldene Aue (Karte) | 1855      | Verkehrsgeschichtlich von Bedeutung. Wegstundenangaben nach Langenchursdorf, Grumbach, aufgearbeitet 1981, ursprünglicher Standort: Callenberger Straße, Weg nach Waldenburg. | 09236049 |

### Crinitzberg
| Bild         | Bezeichnung          | Lage                      | Datierung       | Beschreibung | ID       |
| ------------ | -------------------- | ------------------------- | --------------- | --- | -------- |
| Bild gesucht | Wegestein Bärenwalde | Auerbacher Straße (Karte) | 19. Jahrhundert | Verkehrsgeschichtlich von Bedeutung, in Obeliskform aus Sandstein, mit Richtungspfeilen nach Kirchberg/Auerbach und Schneeberg | 08962874 |

### Hartmannsdorf bei Kirchberg
| Bild           | Bezeichnung             | Lage                           | Datierung       | Beschreibung                                                                                         | ID       |
| -------------- | ----------------------- | ------------------------------ | --------------- | --- | -------- |
| Weitere Bilder | Wegestein               | Leutersbacher Straße - (Karte) | 19. Jahrhundert | Verkehrsgeschichtlich von Bedeutung, mit Stundenangaben. Granit, „Leutersbach u. Giegengrün 1/4 St“. | 08956198 |
| Weitere Bilder | Wegestein mit Inschrift | Lichtenauer Flügel (Karte)     | 19. Jahrhundert | Verkehrshistorische Bedeutung.                                                                       | 08956333 |
| Weitere Bilder | Wegestein               | Salzstraße (Karte)             | 19. Jahrhundert | Verkehrshistorische Bedeutung, mit Inschrift.                                                        | 08956334 |

### Hohenstein-Ernstthal
| Bild           | Bezeichnung | Lage               | Datierung | Beschreibung                                                                                            | ID       |
| -------------- | ----------- | ------------------ | --------- | --- | -------- |
| Weitere Bilder | Wegestein   | Am Bahnhof (Karte) | um 1900   | Verkehrsgeschichtlich von Bedeutung. Mit Kilometerangaben, vermutlich Wegweiserstein, kein Meilenstein. | 09235516 |

### Kirchberg
| Bild                 | Bezeichnung          | Lage                                | Datierung       | Beschreibung                                                                                        | ID       |
| -------------------- | -------------------- | ----------------------------------- | --------------- | --------------------------------------------------------------------------------------------------- | -------- |
| Wegestein Cunersdorf | Wegestein Cunersdorf | Kirchberger Straße 40 (bei) (Karte) | 19. Jahrhundert | Wegestein aus Granit in Ecklage Crinitzer Straße, verkehrsgeschichtlich von Bedeutung; Granitsäule. | 08959293 |

### Langenweißbach
| Bild           | Bezeichnung        | Lage                           | Datierung       | Beschreibung | ID       |
| -------------- | ------------------ | ------------------------------ | --------------- | --- | -------- |
| Weitere Bilder | Wegestein Weißbach | Kretschamweg - (Karte)         | 19. Jahrhundert | Verkehrsgeschichtlich von Bedeutung. Wegestein aus Sandstein, bezeichnet „nach Kirchberg .. St./ nach Schneeberg 1 St./ nach Langenbach 1 St.“ | 08956258 |
| Weitere Bilder | Wegestein          | Saupersdorfer Straße - (Karte) | 19. Jahrhundert | Verkehrsgeschichtliche und ortshistorische Bedeutung. Sandstein mit Inschriften.                                                               | 08956266 |
| Weitere Bilder | Wegestein          | Schneeberger Straße - (Karte)  | 19. Jahrhundert | Verkehrsgeschichtliche und ortshistorische Bedeutung. Sandstein mit Inschriften, Lage: Am Autohaus Schneeberger Straße 62.                     | 08956267 |
| Weitere Bilder | Wegestein          | Schneeberger Straße - (Karte)  | 19. Jahrhundert | Verkehrsgeschichtliche und ortshistorische Bedeutung. Mit Kilometerangabe.                                                                     | 08956276 |

### Reinsdorf
| Bild         | Bezeichnung      | Lage                         | Datierung | Beschreibung | ID       |
| ------------ | ---------------- | ---------------------------- | --------- | --- | -------- |
| Bild gesucht | Wegestein Vielau | Friedrichsgrüner Weg (Karte) | um 1910   | Granitstele, verkehrsgeschichtlich von Bedeutung. Zirka 1,80 Meter Höhe über Bodenniveau, vermutlich Vermessungspunkt (ehemalige Triangulationssäule). | 09238788 |

### St. Egidien
| Bild                   | Bezeichnung            | Lage                             | Datierung       | Beschreibung                                                                                               | ID       |
| ---------------------- | ---------------------- | -------------------------------- | --------------- | --- | -------- |
| Wegestein Kuhschnappel | Wegestein Kuhschnappel | Rüsdorfer Straße 1 (bei) (Karte) | 19. Jahrhundert | Verkehrsgeschichtlich von Bedeutung. Mit Inschriften: „Rüssdorf“, „St. Egidien“, „Waldenburg“ und Pfeilen. | 09303693 |

### Wilkau-Haßlau
| Bild      | Bezeichnung | Lage                     | Datierung | Beschreibung                                          | ID       |
| --------- | ----------- | ------------------------ | --------- | ----------------------------------------------------- | -------- |
| Wegestein | Wegestein   | Zwickauer Straße (Karte) | 19. Jh.   | behauener Granit, von verkehrshistorischer Bedeutung. | 09266474 |

### Zwickau
| Bild                   | Bezeichnung            | Lage                            | Datierung | Beschreibung | ID       |
| ---------------------- | ---------------------- | ------------------------------- | --------- | --- | -------- |
| Wegesäule Oberhohndorf | Wegesäule Oberhohndorf | August-Schlosser-Straße (Karte) | um 1910   | Granitobelisk mit Inschrift von stadtgeschichtlichem und verkehrsgeschichtlichem Wert. Granitpfeiler auf annähernd quadratischer Grundfläche mit flachem Zeltdachabschluss und vertiefter Schrift. | 09301977 |